# 徐羨之
徐 羨之（じょ せんし、興寧2年（364年）- 元嘉3年1月16日（426年2月8日））は、南朝宋の政治家。字は宗文。本貫は東海郡郯県。兄の徐欽之の子は徐逵之（劉裕の長女の会稽長公主劉興弟の夫で、徐湛之の父）。南朝宋の建国者である劉裕に従い、少帝の補佐を託されるが、傅亮と謀り、文帝を即位させた。

## 生涯
上虞県令の徐祚之の子として生まれた。若くして東晋の太子少傅主簿となり、西府軍の桓玄が安帝から禅譲を受けて桓楚を興すと、彼の従兄弟である桓脩の軍の参軍を務めた。当時同じく参軍を務めていた劉裕と知り合い親交を結び、後に劉裕が桓玄討伐の兵を起こすとこれに従軍し、桓楚が滅び東晋が復興すると官位を与えられた。
義熙12年（416年）、劉裕が後秦の討伐の提議を行うと、群臣が口々に反対する中、徐羨之は沈黙を保った。程なくして発言を促されると、「私は二品の官位と二千石の所領という満ち足りた地位を得ました。青州（南燕）・荊州（桓楚）の平定も為され晋の所領は万里にも広がりましたが、にも拘らず今だ辺境の羌族の小部族は平定されておらず、公（劉裕）をその寝食もままならぬほどに煩わせています。これをなぜ軽んじられましょうか」と進言した。この意見を受けて後秦の討伐が決定し、劉裕が関中へと進軍すると、徐羨之は左司馬として劉裕の腹心である劉穆之とともに建康の留守居を勤めた。劉穆之が病で没すると吏部尚書・丹陽尹となり、劉穆之に代わり職務を遂行した。この時、劉裕は当初は琅邪王氏出身の王弘という人物にこの任を依頼するつもりだったが、朝廷の意向により陳郡謝氏出身の謝晦の説得もあって徐羨之に引き継がれる事となった。その後、尚書僕射に任じられた。
永初元年（420年）、劉裕が恭帝の禅譲を受けて帝位を簒奪すると、徐羨之は鎮軍将軍・散騎常侍の地位を加えられ、また建国の功臣として南昌県公に封じられ、食邑二千戸を与えられた。翌永初2年（421年）には尚書令・揚州刺史を兼任、さらに永初3年（422年）には司空・録尚書事を兼任した。同年に劉裕が没すると、遺言により徐羨之は中書令の傅亮・領軍将軍の謝晦・鎮北将軍の檀道済と共に太子の劉義符（少帝）の補佐を任された。
しかし劉義符は劉裕の葬儀に際しても礼節を保てず、側近達と戯れに興じるばかりで政治を顧みなかった。徐羨之は傅亮や謝晦らと共に帝位の廃立を計画したが、しかしその場合後継者の第一候補となるのは劉裕の次男であった南豫州刺史の劉義真であった。そして徐羨之は劉義真が謝霊運らの貴族と近しい事を嫌っていたため、景平2年（424年）、徐羨之は劉義真の罪状を並べ立てて上奏し、劉義真は庶民に落とされて新安郡に流刑とされた。これに反対した張約之は、梁州府参軍に左遷された後に殺害された。
同年、徐羨之は江州刺史の王弘と南兗州刺史の檀道済に上京を求め、劉義符の廃立を伝えた後、皇太后の名を以て劉義符の営陽王への降格を決定した。檀道済は劉義真の誅殺には反対していたものの、こちらの計画には反対しなかった。そして内応していた劉義符の側近である邢安泰と潘盛に宮中を抑えさせ、檀道済と謝晦の軍を引き入れ、劉義符に退位を迫り皇帝の璽綬を没収した。劉義符はその後呉郡に送られ、ほどなくして新安郡にいた劉義真と同時に暗殺された。
その後代わって劉裕の三男であった荊州刺史の劉義隆を皇帝（文帝）として即位させ、自らはその下で司徒に就き、並びに南平郡公に改封されたが、徐羨之は固辞して政界を退いた。元嘉2年（425年）、徐羨之と傅亮は3度に渡って政治復帰を請願され、最終的にはこれを承諾した。当時、歩兵校尉の孔甯子は徐羨之らの専横を嫌い、しばしば文帝に対して讒言を行った。
元嘉3年（426年）正月、文帝は徐羨之・傅亮・謝晦の3名に劉義符および劉義真殺害の罪を問い、徐羨之と傅亮に昇殿を命じた。これを知った徐羨之は首を吊って自殺した。

## 伝記資料
- 『宋書』巻43 列伝第3